# 10 tháng 2
Ngày 10 tháng 2 là ngày thứ 41 trong lịch Gregory. Còn 324 ngày trong năm (325 ngày trong năm nhuận).

## Sự kiện
- 589 – Quân Tùy tiến vào kinh thành Kiến Khang của Trần, bắt giữ hoàng đế Trần Thúc Bảo, kết thúc thời kỳ Nam-Bắc triều, tức ngày Giáp Thân (20) tháng 1 năm Kỉ Dậu.
- 1258 – Bagdad thất thủ trước quân đội Mông Cổ dưới quyền Húc Liệt Ngột Hãn, Đế quốc Abbas bị tiêu diệt.
- 1306 - Robert the Bruce sát hại John Comyn bên trong Thánh đường Greyfriars tại Dumfries, mở đầu một cuộc khởi nghĩa trong nỗ lực giành độc lập của Vuơng quốc Scotland.
- 1355 - Cuộc bạo loạn Ngày Thánh Scholastica nổ ra tại Oxford, Anh trong hai ngày. Ước tính 63 học giả và 30 dân thường thiệt mạng.
- 1502 - Nhà thám hiểm Vasco da Gama khởi hành từ Lisboa, Bồ Đào Nha để bắt đầu chuyến hải trình thứ hai đến Ấn Độ.
- 1567 - Lord Darnley, vị phu quân thứ hai của Mary, Nữ hoàng Scotland, bị tìm thấy thiệt mạng sau các vụ nổ tại nhà Kirk o'Field tại Edinburgh.
- 1712 - Cộng đồng dân tộc bản địa Huilliche sống tại quần đảo Chiloé, Chile nổi loạn chống lại thực dân Tây Ban Nha.
- 1741 – Chiến tranh Kế vị Áo: Quốc vương Friedrich thống lĩnh quân đội Phổ giành chiến thắng tại trận Mollwitz trước quân Áo.
- 1763 – Hiệp định Paris (1763) được ký kết nhằm kết thúc cuộc chiến tranh giữa các thuộc địa của Pháp và Anh tại Bắc Mỹ, theo đó Pháp nhượng Québec cho Anh Quốc.
- 1837 – Đại thi hào người Nga Pushkin qua đời do thương tích sau một trận đấu súng vì danh dự.
- 1930 – Việt Nam Quốc dân Đảng phát động cuộc Khởi nghĩa Yên Bái tại Bắc Kỳ nhằm chống lại sự đô hộ của Thực dân Pháp.
- 1940 – Tập phim Puss Gets the Boot được công chiếu, đây là khởi đầu của loạt phim hoạt hình Tom và Jerry.
- 1952 – Hoa Kỳ trao trả quyền quản trị quần đảo Tokara cho Nhật Bản.
- 1996 – Siêu máy tính IBM Deep Blue lần đầu tiên đánh bại đại kiện tướng cờ vua Garry Kimovich Kasparov.
- 2008 – Lầu thành bằng gỗ của di sản văn hóa quốc gia Sungnyemun tại thủ đô Seoul của Hàn Quốc bị một nam giới cao tuổi phóng hoả thiêu huỷ.

## Sinh
- 1148 – Khâu Xứ Cơ, đạo sĩ thời Kim-Nguyên, tức 19 tháng 1 năm Mậu Thìn (m. 1227)
- 1840 – Per Teodor Cleve, nhà hóa học, nhà địa chất học người Thụy Điển (m. 1905)
- 1846 – Ira Remsen, nhà hóa học người Mỹ (m. 1927)
- 1850 – Alexander von Linsingen, tướng lĩnh người Đức (m. 1935)
- 1890 – Boris Pasternak, tác gia và thi nhân người Liên Xô, đoạt giải Nobel, tức 29 tháng 1 theo lịch Julius (m. 1960)
- 1893 – Bill Tilden, vận động viên quần vợt người Mỹ (m. 1953)
- 1897 – John Franklin Enders, nhà khoa học người Mỹ, đoạt giải Nobel (m. 1985)
- 1898
  - Bertolt Brecht, nhà soạn kịch, nhà thơ người Đức (m. 1956)
  - Yun Chi-Young, chính trị gia người Hàn Quốc (m. 1996)
- 1902 – Walter Houser Brattain, nhà vật lý học người Mỹ, đoạt giải Nobel (m. 1987)
- 1910 – Dominique Pire, thầy dòng người Bỉ, đoạt giải Nobel (m. 1969)
- 1912 – Hoàng Anh, chính trị gia người Việt Nam
- 1919 – Diệp Minh Châu, họa sĩ, điêu khắc gia Việt Nam (m. 2002)
- 1924 – Trần Kiết Tường, nhạc sĩ người Việt Nam
- 1925 – Vương Đình Nhỏ, quân nhân người Việt Nam
- 1927 – Lê Ngọc Triển, Thiếu tướng Quân lực Việt Nam Cộng hòa
- 1943 – Dương Thụ, nhạc sĩ người Việt Nam
- 1944 – Vernor Vinge, tác gia người Mỹ
- 1950 – Trần Văn Tuấn, chính trị gia người Việt Nam
- 1951 – Bob Iger, doanh nhân người Mỹ
- 1952 – Lý Hiển Long, thủ tướng của Singapore
- 1967 – Nguyễn Thị Thanh, chính trị gia cấp cao tại Việt Nam.
- 1971 – Đặng Lê Nguyên Vũ, doanh nhân người Việt Nam
- 1974 – Elizabeth Banks, diễn viên người Mỹ
- 1981 – Cho Yeo-jeong, nữ diễn viên người Hàn Quốc
- 1986 – Vũ Thị Hương Sen, bác sĩ và chính trị gia người Việt Nam
- 1986 – Radamel Falcao García, cầu thủ bóng đá người Colombia
- 1990 – Sooyoung, ca sĩ, vũ công, diễn viên người Hàn Quốc (Girls' Generation)
- 1991 – Emma Roberts, diễn viên và ca sĩ người Mỹ
- 1994 – Son Na-eun, ca sĩ, vũ công, diễn viên người Hàn Quốc (A Pink)
- 1994 – Kang Seul-gi, ca sĩ, vũ công người Hàn Quốc (Red Velvet)
- 1997 – Chloë Grace Moretz, diễn viên người Mỹ
- Không rõ năm – Sakaguchi Kōichi, seiyū người Nhật Bản

## Mất
- 840 – Lý Ngang, tức Văn Tông, hoàng đế của triều Đường, tức ngày Tân Tị (4) tháng 1 năm Canh Thân (s. 809)
- 1307 – Thiết Mục Nhĩ, tức Thành Tông, hoàng đế của triều Nguyên, đại khả hãn của đế quốc Mông Cổ, tức ngày Quý Dậu (8) tháng 1 năm Đinh Mùi (s. 1265)
- 1755 – Montesquieu, triết gia người Pháp (s. 1689)
- 1829 – Giáo hoàng Lêô XII (s. 1760)
- 1837 – Aleksandr Pushkin, nhà thơ và tác gia người Nga, tức 29 tháng 1 theo lịch Julius (s. 1799)
- 1863 – Nguyễn Phúc Nhàn Tuệ, phong hiệu Mỹ Thuận Công chúa, công chúa con vua Minh Mạng (s. 1835)
- 1865 – Heinrich Lenz, nhà vật lý học người Đức (s. 1804)
- 1878 – Claude Bernard, nhà sinh lý học người Pháp (s. 1813)
- 1879 – Honoré Daumier, họa sĩ, nhà điêu khắc người Pháp (s. 1808)
- 1886 – Enno von Colomb, tướng lĩnh người Đức (s. 1812)
- 1891 – Sofia Kovalevskaya, nhà toán học người Nga, tức 19 tháng 1 theo lịch Julius (s. 1850)
- 1901 – Hoàng Thị Loan, mẹ của Chủ tịch Hồ Chí Minh (s. 1868)
- 1912
  - Joseph Lister, bác sĩ phẫu thuật người Anh Quốc (s. 1827)
  - Wilhelm von Kanitz, tướng lĩnh người Đức (s. 1846)
- 1913 – Hoàng Hoa Thám, thủ lĩnh nổi dậy người Việt Nam (s. 1858)
- 1918
  - Abdul Hamid II, sultan của Ottoman (s. 1842)
  - Ernesto Teodoro Moneta, quân nhân và nhà báo người Ý, đoạt giải Nobel (s. 1833)
- 1923 – Wilhelm Röntgen, nhà vật lý học người Đức, đoạt giải Nobel (s. 1845)
- 1938 – Karl von Plettenberg, tướng lĩnh người Đức (m. 1852)
- 1939 – Giáo hoàng Piô XI (s. 1857)
- 1954 – John Drange Olsen, nhà truyền giáo người Na Uy-Mỹ (s. 1893)
- 1971 – Henri Huet, nhiếp ảnh gia người Pháp (s. 1927)
- 1993 – Fred Hollows, bác sĩ nhãn khoa người New Zealand-Úc (s. 1929)
- 2000 – Cơ Bằng Phi, chính trị gia người Trung Quốc (s. 1910)
- 2005 – Khánh Băng, nhạc sĩ người Việt Nam (s. 1935)
- 2007 – Jung Da Bin, diễn viên Hàn Quốc (s. 1980)
- 2013 – Trang Tắc Đống, vận động viên bóng bàn người Trung Quốc (s. 1940)
- 2015 – Lý Bá Hỷ, Chuẩn tướng Quân lực Việt Nam Cộng hòa (Sinh 1923)